# Robert Ross (Offizier)
Robert Ross (* vermutlich 1740 in Schottland; † 9. Juni 1794, vermutlich in Brompton, Kent) war ein Offizier der Royal Marines und der erste Vizegouverneur von New South Wales in der damaligen Strafkolonie Australien.

## Militärische Laufbahn
Im Alter von 16 Jahren trat Robert Ross als Second Lieutenant den Royal Marines bei. Im Oktober 1759 wurde er zum Lieutenant, im März 1773 zum Captain und im März 1783 zum Brevet-Major befördert.
In den Jahren von 1757 bis 1760 diente er in Nordamerika und war im Siebenjährigen Krieg an der Schlacht von Louisbourg und an der Schlacht auf der Abraham-Ebene beteiligt. Im Amerikanischen Unabhängigkeitskrieg war er von 1775 bis 1776 an der Schlacht von Bunker Hill beteiligt. Im August 1779 sollte er auf der Ardent nach Großbritannien zurückkehren, doch dieses wurde von den Franzosen gekapert. Er geriet in Gefangenschaft. Nach seiner Gefangenschaft diente er von 1781 bis 1782 im Mittelmeerraum und auf den Westindischen Inseln.
Am 24. Oktober 1786 wurde er zum Vizegouverneur von New South Wales ernannt und segelte mit der First Fleet auf der Scarborough nach Australien. Auf der Frist Fleet war er der Kommandeur von vier Kompanien der Royal Marines mit 213 Soldaten, die 1789 in Port Jackson im heutigen New South Wales ankamen.

## Australien

### Auseinandersetzungen mit Arthur Phillip
Arthur Phillip, der erste Gouverneur von New South Wales, und Robert Ross hatten in vielen Fragen hinsichtlich der Errichtung der Sträflingskolonie Australien, unterschiedliche Auffassungen.
Ross warf Phillip vor, dass er den Offiziersstatut nicht genügend berücksichtige, dass er keine befestigte Anlagen und nicht ausreichend Unterkünfte für die Offiziere errichten würde. Ross und andere Offiziere wollten auch Mitglieder des neu errichteten Kolonialgerichts sein. Dieses Begehren lehnte Phillip ab. Es kam auch zu Differenzen zwischen dem Sträflingsaufsichtspersonal und dem Militärpersonal, daher untersagte Phillip, dass Soldaten Sträflingen Weisungen erteilen konnten. Auch Phillips Führungsmethoden wurden von den Offizieren heftig kritisiert bzw. seine Führungskompetenz insgesamt infrage gestellt. Die Differenzen mit dem Offizieren steigerten sich und waren schließlich so groß, dass Phillip fünf Offiziere unter Arrest stellte.

### Norfolk Island
Ross sah daraufhin für sich keine Perspektive mehr in der neuen Kolonie. Im März 1790 sendete Phillip ihn nach Norfolk Island, möglicherweise um weitere Auseinandersetzungen zu vermeiden. Kurz nach der Ankunft von Ross zerschellte sein Schiff, die Sirius, und sank. Daraufhin erließ Ross harte Maßnahmen, die seine Autorität untergruben. Das Schiff Guardian, das sie vier Monate später mit weiteren Gütern versorgen sollte, sank ebenfalls. Um zu überleben, sollten die Sträflinge auf Weisung von Ross für ihr eigenes Essen sorgen bzw. anbauen. Durch dieses Konzept entstand eine Selbstversorgung der Sträflinge, die zur Folge hatte, dass weniger Land für die Allgemeinheit gerodet wurde. Dieses Konzept konterkarierte den Plan einer erfolgreichen künftigen Besiedlung und vor allem verbesserte sie die Lage nicht. Diese Weisung von Ross setzte der Nachfolger von Ross aus.

### Rückreise nach Großbritannien
Robert Ross kam auf seiner Rückreise am 5. Dezember 1791 in Sydney an. Kurz nach seiner Ankunft duellierte er sich mit einem anderen Offizier, was für die Duellanten folgenlos blieb. Kurz darauf, am 13. Dezember, wurde er auf der Gorgon nach Großbritannien eingeschifft. Als Offizier, der für Ausrüstungsgegenstände zuständig war, endete dort seine militärische Laufbahn.
Sein Sohn John ging später als Freiwilliger nach Australien.

## Wertung seines Charakters
Die australische Historikerin Mollie Gillen qualifizierte Robert Ross als einen zwanghaft pflichtbewussten, bornierten, wichtigtuerischen und völlig humorlosen Menschen.
Den signifikanten Charakter von Ross und dessen Verhältnis zu den Sträflingen verarbeitete Timberlake Wertenbaker 1988 in dem Roman Our Country's Good.
Jimmy McGovern verwendete Robert Ross 2015 in der TV-Serie Banished als Charakterfigur, einem Drama über die Gründungszeit der australischen Strafkolonie. Er wird dort von Joseph Millson dargestellt.